# Parcul Național Świętokrzyski
Parcul Național Świętokrzyski (în poloneză: Świętokrzysky Park Narodowy) este o arie protejată de interes național ce corespunde categoriei a II-a IUCN (parc național) situată în Polonia, pe teritoriul voievodatului Sfintei Cruci.

## Localizare
Aria naturală cu o suprafață de 76, 26 km2 se află în partea central-sudică a țării, în partea central-nordică a voievodatului Sfintei Cruci, în coama munților Łysogory ce aparțin lanțului muntos Góry Świętokrzkie (Munții Sfânta Cruce).

## Descriere
Parcul Național Świętokrzyski a fost înființat în anul 1950 și reprezintă o zonă muntoasă cu stâncării (gresii și marne), vârfuri (Vârful Łysika - 612 m, Vârful Łysa Góra 595 m.), grohotișuri, văii (Wilkowska, Dębniańska), pășuni, pajiști,   păduri, poiene și mlaștini; cu o mare diversitate de floră și faună. 
În arealul parcului național sunt incluse cinci rezervații naturale: Góra Chełmova, Czarny Las, Lysica, Mokry Bor și Święty Krzyż. 

## Biodiversitate
Parcul dispune de mai multe tipuri de habitate: păduri de fag, păduri de brad, păduri în amestec, pajiști montane, pășuni cu vegetație de graminee, mlaștini, turbării active, lunci aluviale sau abrupturi calcaroase cu vegetație de stâncărie.

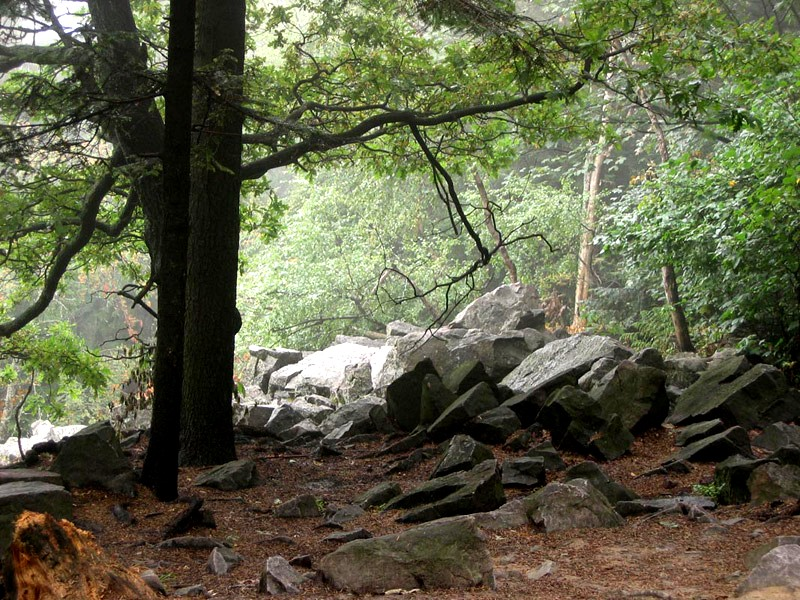
Imagine din parc

### Floră
Vegetația arboricolă este constituită din specii de brad (Abies alba), pin de pădure (Pinus sylvestris), pin (Picea abies), zadă (Larix), tei (Tilia), gorun (Quercus petraea), stejar (Quercus robur), fag (Fagus sylvatica), mesteacăn (Betula pendula) sau paltin (Acer pseudoplatanus).
La nivelul ierburilor vegetează mai multe specii de plante vasculare (ferigă, gențiană, iris), licheni și mușchi. 

### Faună
Fauna este reprezentată de mamifere, păsări, insecte, reptile și broaște.